# Kesklinn
| Año                            | Población |
| 2003                           | 42.196    |
| 2004                           | 44.205    |
| 2005                           | 45.652    |
| 2006                           | 46.180    |
| 2007                           | 46.041    |
| 2008                           | 47.671    |
| 2009                           | 48.158    |
| Fuente: Ayuntamiento de Tallin |           |

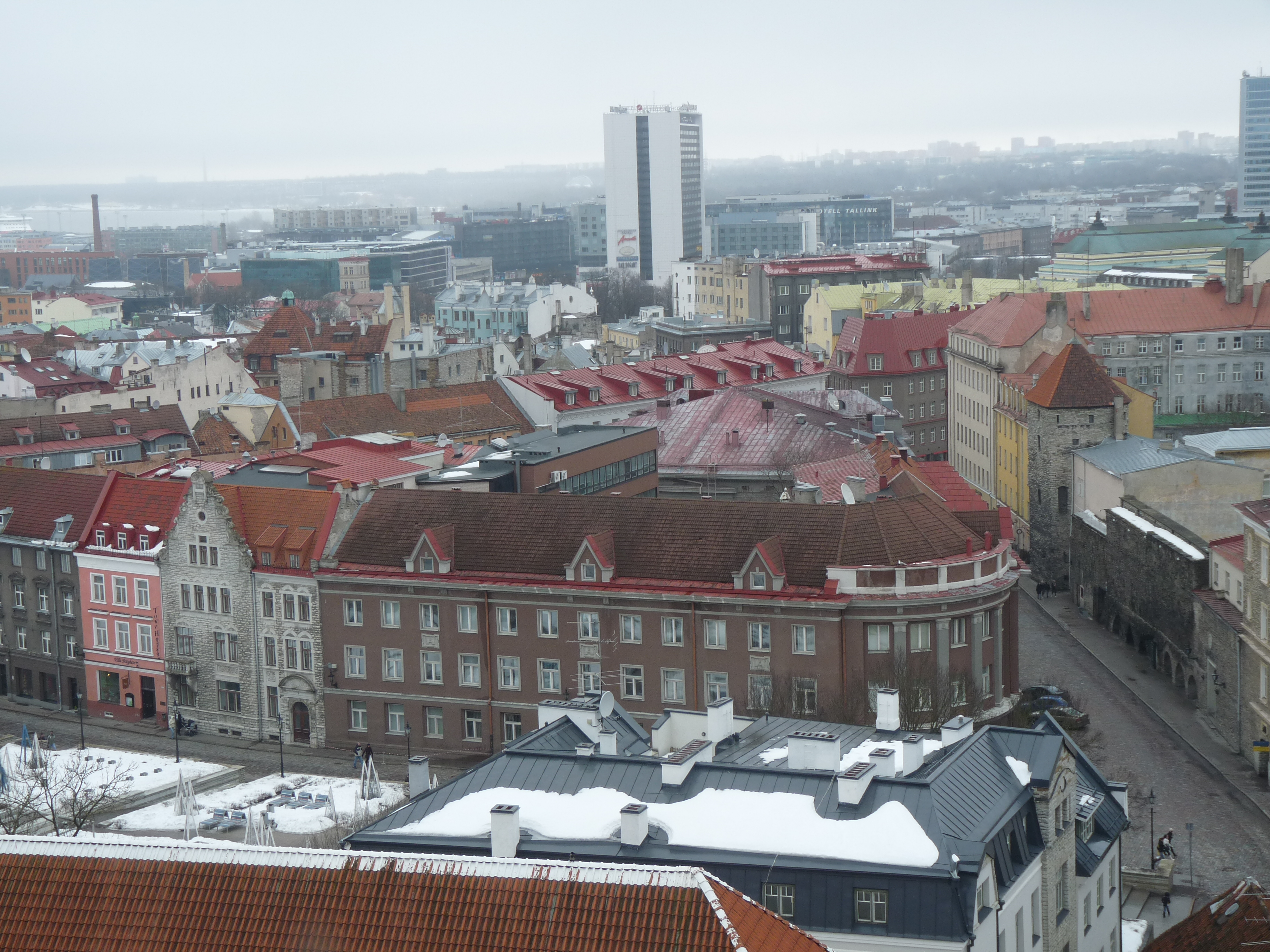
Kesklinn

Kesklinn, (el centro de la ciudad) es uno de los ocho distritos (en estonio: linnaosa) de Tallin. Está situado en el centro de la capital, al norte se encuentra el golfo de Tallin, al este los distritos de Pirita y Lasnamäe, al sur el municipio de Rae y al oeste los distritos de Põhja-Tallinn, Kristiine y Nõmme. Kesklinn está a su vez dividido en 19 subdistritos (en estonio: asumid), Juhkentali, Kadriorg, Kassisaba, Keldrimäe, Kitseküla, Kompassi, Luite, Maakri, Mõigu, Raua, Sadama, Sibulaküla, Südalinn, Tatari, Torupilli, Tõnismäe, Uus Maailm, Vanalinn y Veerenni, a los que se suma la isla Aegna y el lago Ülemiste.
El lago Ülemiste se encuentra al sur del distrito, es el mayor lago de Tallin y el tercero más grande del país. La isla de Aegna situada al norte del golfo de Tallin forma parte también del distrito. Kesklinn posee una superficie de 30,6 km², de los cuales 9,75nbsp;km² los ocupa el lago y 2,9nbsp;km² la isla. Su población es de 48.158 habitantes, a 1 de enero de 2009. A diferencia de los restantes distritos de la ciudad Kesklinn alberga una amplia mayoría de residentes de origen estonio (82%), mientras que los rusos representan tan sólo el 6%. Desde el 1 de diciembre de 2005 el presidente del distrito es Marek Jürgenson.
El distrito fue creado el 3 de marzo de 1993. En él se diferencia la parte oeste donde se ubica el casco antiguo, compuesto por la ciudad vieja (Vanalinn) y la colina de Toompea (donde se encuentra el parlamento), y la zona situada al este del distrito, que actualmente alberga el centro de negocios y el modesto panorama urbano de Tallin, además del parque y el palacio de Kadriorg, residencia del Presidente de la República. La zona fue descuidada durante el periodo soviético, cuyos gobiernos incentivaron la creación de grandes barrios periféricos a donde se trasladó gran parte de la población que llegaba a la ciudad desde diversos puntos de la URSS. Tras la independencia la zona fue rehabilitada y su casco antiguo fue convertido en la atracción principal del turismo que llega a la Tallin. Al norte se encuentra el puerto de Tallin y al sur el aeropuerto, un moderno centro comercial y una de las zonas urbanísticas en expansión de la capital.